# Bettowia
Bettowia (auch: Battowia) ist eine Insel der Grenadinen und Teil des Staates St. Vincent und die Grenadinen. Sie ist eine der östlichsten Inseln der Gruppe.

## Geographie
Bettowia gehört zu den Grenadinen, einer Inselgruppe der Kleinen Antillen, verwaltungstechnisch gehört sie zum Parish Grenadines. Die Insel zusammen mit Baliceaux am Ostrand der Inselgruppe. Im Umfeld liegen die viel kleineren Cays Church Cay, Bullet und Garlin Cay. Die Insel selbst besteht aus Vulkangestein und hat vor allem Steilküsten. Im Süden öffnet sich die Sheep Pen Bay mit dem Battowia Point, welcher nur wenige Meter weit von Church Cay aus dem Meer steigt.

## Flora und Fauna
Battowia Island wird auch als „Bird island“ bezeichnet, da es als Nistplatz für zahlreiche Seevögel dient. Die Insel trägt bedeutende Kolonien von Fregattvögeln, Möwen und Tölpeln, sowie von Braunpelikanen und Rußseeschwalben. Zudem kommen Landvögel wie Tropical Mockingbird (Mimus gilvus), Ohrflecktaube und the Antillenhaubenkolibri vor.
Auf der Insel gibt es Ziegen und die seltenen Aalmolche (Congo snake, Amphiuma) und Barbour’s tropical racer (Mastigodryas bruesi).
Battowia Island ist als Wildlife Reserve ausgewiesen.